# Ang Lalake sa Parola
Ang Lalake sa Parola, noto anche con il titolo inglese The Man in the Lighthouse, è un film del 2007 diretto da Joselito Altarejos. Pellicola cinematografica indipendente filippina a tematica LGBT, narra del percorso a ritroso compiuto per ritrovare se stessi, il proprio autentico sé, oltre alle memorie e ricordi che rimangono con noi e ci accompagnano fino agli ultimi giorni.
Alcune delle scene sessualmente più esplicite sono state rimosse dalla versione del film distribuita nelle sale cinematografiche delle Filippine, ma sono presenti nella versione distribuita in DVD. L'attore filippino Harry Laurel, che compare in una scena di nudo frontale nel film, è stato il primo attore filippino e uno dei primissimmi di tutta l'Asia a farsi inquadrare in un nudo frontale.
Il film è dedicato alla memoria di Joey Diego.

## Trama
Il giovane Mateo decide d'intraprendere un viaggio alla ricerca del padre Fernando che se n'è andato via da casa quand'egli aveva solo cinque anni; giunto a Lobo (Batangas) viene a sapere che l'uomo si trova temporaneamente a Dubai per lavoro. In attesa del suo ritorno accetta di lavorare come guardiano del faro affacciato al mare, il quale, secondo una leggenda locale, sarebbe abitato da una fata che seduce tutti gli uomini obbligandoli infine a non sposarsi.
Un giorno Mateo conosce Jerome, un giovane pubblicitario apertamente gay appena arrivato in vacanza da Manila; tra i due si sviluppa presto una coinvolgente storia d'amore e Suzette, la fidanzata di Mateo che fa l'insegnante in città, si troverà così costretta da un giorno all'altro a confrontarsi con un rivale d'amore maschio nel cuore di Mateo. Mateo incontra poi anche Perida, un travestito di mezza età che ha incontri sessuali mercenari coi ragazzi del luogo.
Quella che in principio era la ricerca del padre evolve poco alla volta in una ricerca di se stessi. Mateo si trova, in quella comunità rurale conservatrice, di fronte ad un dilemma che passa attraverso la sottile linea che separa l'eterosessualità dall'omosessualità, cioè tra lo scegliere l'amore di Suzette e quello di Jerome.

## Nomination
- 2008: Nomination per la "Miglior Scenografia" (per Ma Asuncion Torres e Anna Carmela Manda.) ai "Philippines FAP Awards"
- 2008: Nomination per il "Miglior attore non protagonista in un film drammatico, Musical o Commedia" (per Justin De Leon) ai "Philippines Golden Screen Awards"